# Van Meckema
De familie Van Meckema (ook: Van Meckama, Van Mekkema, Houwerda van Meckema en Mellema van Meckema) was een oud adellijk geslacht, afkomstig uit de Friese plaats Kollum. Het geslacht stierf uit in 1670. Een tak van de familie Van Aylva zou de naam Meckema van Aylva voeren.
De familie dient niet verward te worden met het vooraanstaande geslacht Van Mockema uit Oostdongeradeel.

## Geschiedenis
De oudst bekende Van Meckema is Wytze van Meckema. Hij werd samen met zijn zoon Taecke vermeld in 1470. De Van Meckema's zijn afkomstig uit het Friese Kollum. Volgens een genealogie van Upcke van Burmania waren de stamouders van de Van Meckema's Sibod Sibada en Bauck Scheltema. Dit echtpaar leefde rond 1360. Hun dochter Tiempck was getrouwd met Ernst Eppema uit Wouterswoude. De dochter van Tiempck en Ernst, Teca, trouwde met Broder Tiaerda uit Aalsum. Zij kregen zes kinderen. Twee zoons kregen geen nageslacht en twee dochters traden in in het klooster Sion te Niawier. De twee andere dochters, Tjemck en Wyts, zouden de stammoeders worden van de families Van Holdinga en Van Meckema.
Van Meckema was oudtijds een zeer vooraanstaand geslacht. Vele leden van de familie hadden belangrijke posities in handen. Zij waren onder meer actief als militair of bekleedden het ambt van grietman van Kollumerland en Nieuwkruisland. Ook trouwden zij met leden van aanzienlijke geslachten. De Van Meckema's komen dan ook meermaals voor als ondertekenaars van verdragen en verbonden. 
De naam werd vanouds geschreven als "Meckama", maar werd steeds meer geschreven als "Meckema". Daar het chique was om het Friese suffix "-ma" te vervangen door "-mans", kwam sinds 1600 de naam ook voor als "Meckmans".
Later zouden nog enkele telgen uit de familie Van Burmania de naam "Meckema" aannemen. De dochter van Dominicus Justus van Botnia en Geertruida van Meckema, Helena, liet haar bezit, waaronder de stins Groot Botnia, na aan Dominicus Justus Botnia van Burmania (doopnaam: Duco Dominicus van Burmania) en Helena Lucia Geertrui Meckema van Burmania (doopnaam: Helena Lucia van Burmania). Duco Dominicus nam dus de naam van Helena's vader aan en Helena Lucia nam de naam van Lucia's moeder aan. Beiden stamden echter niet af van de familie Van Meckema.

## States en borgen
Het stamhuis van de familie Van Meckema was de state Oud Meckema ten zuidoosten van Kollum. Door huwelijken met andere aanzienlijke geslachten, kwam de familie in het bezit van meerdere states in Friesland, maar ook borgen in de Groningse Ommelanden. Verder had de familie bezit in onder meer Anjum, Metslawier en Weidum.

### Oud Meckema
Het stamhuis Oud Meckema was gelegen in de buurtschap Zevenhuizen (eertijds Meckemaburen) nabij Kollum. Rond 1500 werden de Van Meckema's eigenaar van het blokhuis dat de stad Groningen ten noorden van Kollum had laten bouwen. Oud Meckema verloor daardoor enige statuur en werd in 1543 dan ook aangeduid als "Pybe Meckama's landtsatehuys in Meckemaburen". In 1573 en 1641 stond het te boek als "Meckemastate".

### Nieuw Meckema of Het Olde Casteel
In 1467 sloot Kollumerland een verdrag met de stad Groningen. Hierbij kreeg de stad het recht om een blokhuis te bouwen en daar een kastelein op te plaatsen. Pybe van Meckema (Eernsma) keerde zich tegen dit verdrag. Het blokhuis werd omschreven als een sterk huis met een wijde en diepe gracht. Hierbij bevond zich ook een galg als teken van macht. Pybes schoonzoon Feye van Meckema (Riemersma) kwam rond 1500 in het bezit van dit blokhuis. De volgende bekende eigenaar is zijn kleinzoon, Sippe (Scipio) van Meckema, welke optrad als grietman van Kollumerland en Nieuwkruisland. Daar zijn zoon Hessel reeds was overleden, liet Sippe de state na aan zijn kleinzoon, eveneens Hessel van Meckema geheten. Deze Hessel was getrouwd met Lysck van Eysinga. Na Hessels overlijden kwam de state via de families Van Eysinga, Van Sytzama, Van Voss thoe Beesten in het bezit van de familie Van Burmania. Na het overlijden van Duco Martena van Burmania in 1775 werd de state afgebroken.

### Slot ter Luine
Het Slot ter Luine was evenals Nieuw Meckema van oorsprong een blokhuis. Dit slot werd in 1398 gebouwd op last van Albrecht van Beieren, graaf van Holland. Mogelijk heeft de familie Van Meckema dit blokhuis op een soortgelijke manier verworven als Het Olde Casteel. Ter Luine was in eigendom van Buwe van Meckema. Het is niet bekend wat zijn relatie was tot de andere Van Meckema's. In 1489 liet Buwe het slot na aan Herman Benckema uit Midwolde, grietman van Vredewold. Herman Benckema verkocht zijn deel uit de erfenis aan Jelt Eysma waarna een ingewikkelde procedure volgde. Uiteindelijk kwam Ter Luine in het bezit van het klooster Trimunt.

### Eernsma State
De Eernsma State bevond zich aan de Humaldawei te Jouswier. Wyts van Meckema was getrouwd met Pybe van Eernsma. Van Eernsma was afkomstig uit de provincie Groningen. Pybe zou de naam Van Meckema aannemen. De Eernsma State verefde op zijn dochter Tieth van Meckema en haar man Feye van Meckema (Riemersma). Zij waren tevens eigenaar van Nieuw Meckema en de Winia State te Jouswier. Hun kleinzoon Feye van Meckema verdeelde het bezit te Jouswier. Zijn zoon Pybe erfde Eernsma State en zijn zoon Juw (Julius) erfde Winia State. Pybe zou Eernsma Staate nalaten aan zijn dochter Ebel en zijn zoon Menne. In 1728 was het goed in het bezit van Helena van Burmania, schoondochter van Ebel. De state zelf was waarschijnlijk voor 1700 reeds afgebroken.

### Snelgersma
De borg Snelgersma bevond zich in de binnenstad van Appingedam ten oosten van de Nicolaïkerk. Snelgersma was via een huwelijk in het bezit gekomen van de familie Houwerda. De erfdochter Jetscke van Houwerda trouwde met Pybe van Meckema (†1606). Hun zoon Menne erfde de borg. Menne en zijn kinderen zouden zich Houwerda van Meckema noemen. Mennes dochter Jets Lucia trouwde met Bocke van Burmania. Hij bleef na haar overlijden eigenaar van de borg tot deze in 1680 publiekelijk verkocht werd.

### Tammingaborg
In 1606 komen Juw of Julius van Meckema en zijn vrouw Lucia van Dekema voor als de bewoners van de Tammingaborg in Hornhuizen. Lucia was namelijk een dochter van Hille Tamminga, erfdochter van deze borg. Julius liet de borg onder meer verbouwen en vergroten. Lucia overleed in 1652 waarna Tamminga toekwam aan hun dochter Luts van Meckema die getrouwd was met Douwe Meckema van Aylva. Via Douwe kwam de borg zo in het bezit van de tak Meckema van Aylva. De Tammingaborg zou tot 1782 in de familie Van Aylva blijven.

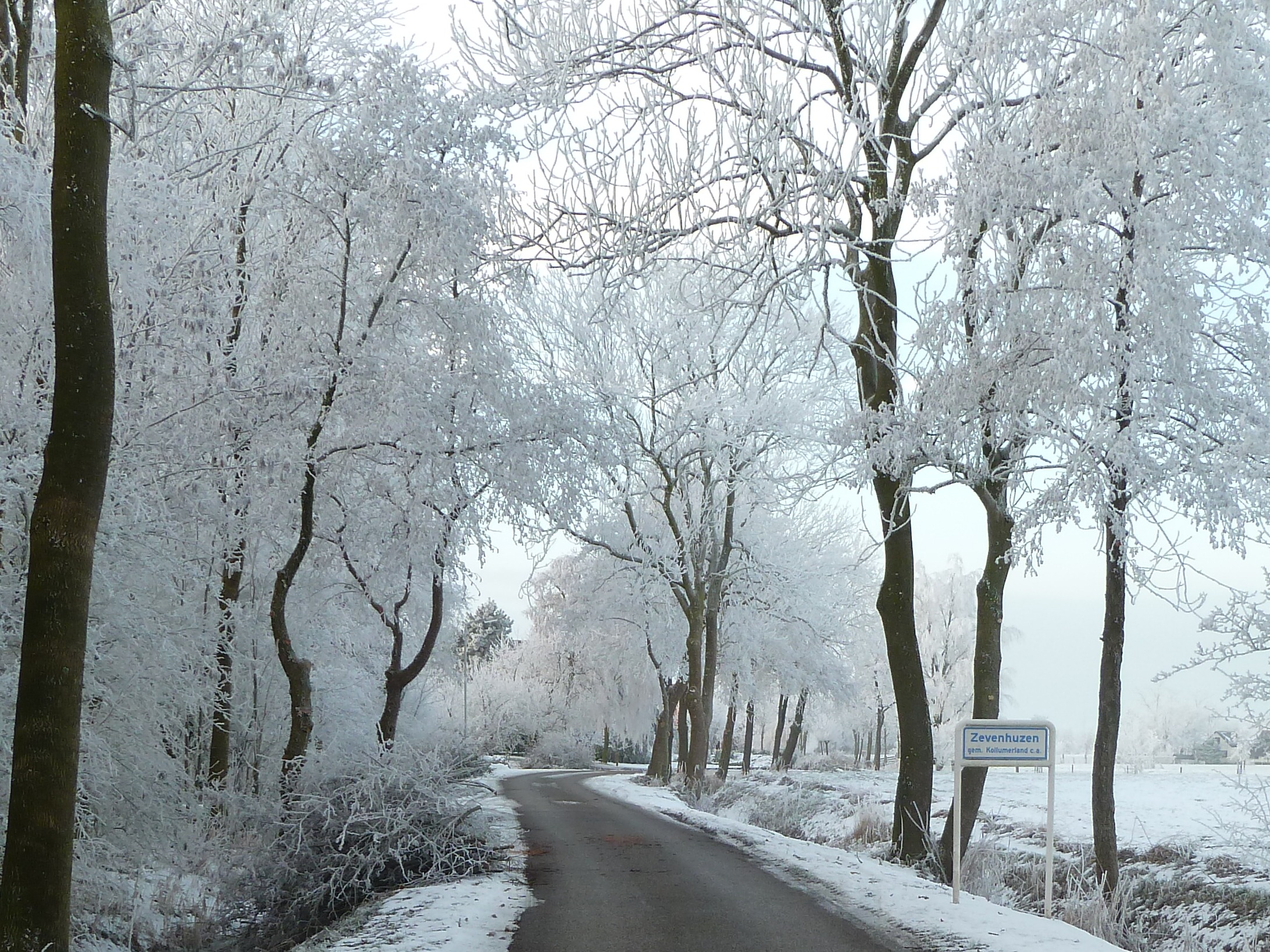
De buurtschap Zevenhuizen, eertijds bekend als Meckemaburen, waar zich het stamhuis Oud-Meckema bevond.
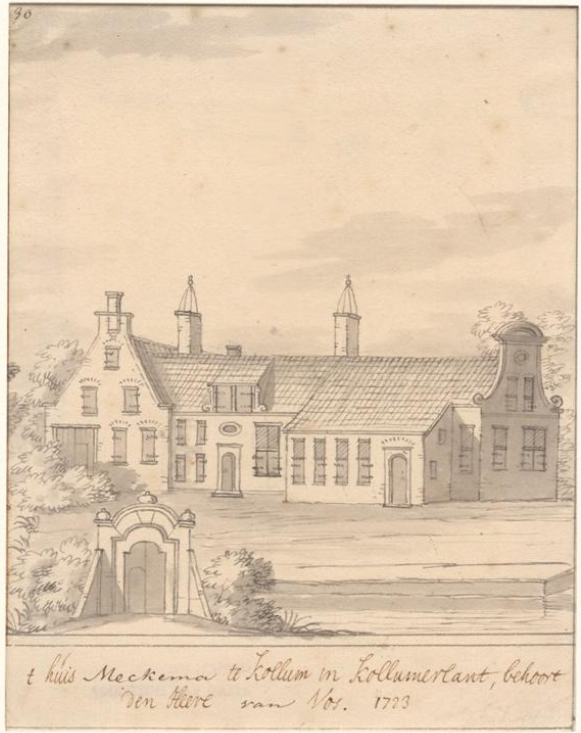
De state Nieuw Meckema, getekend door Jacobus Stellingwerff in 1723.
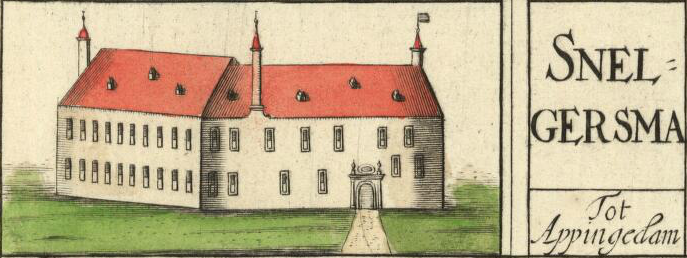
De borg Snelgersma in Appingedam op de kaart van Willem en Frederik Coenders van Helpen uit 1678. Deze borg kwam in het bezit van de familie door het huwelijk van Pybe van Meckema met Jetscke van Houwerda.
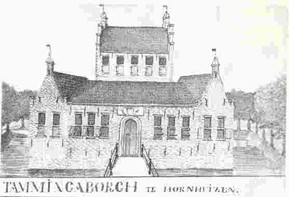
De Tammingaborg te Hornhuizen welke Juw of Julius van Meckema via zijn vrouw verkreeg.

## Familiewapen
Het wapen van de familie Van Meckema kent de volgende blazoenering: 
In blauw een zilver zwaard met gouden gevest, vergezeld boven van drie zilveren rozen (1-2), goud geknopt, de linkse en rechtse geplaatst naast de punt van het zwaard.
Het helmteken van het wapen wordt naast een opvliegende adelaar ook wel aangeduid als een staande valk met opgeheven vlucht en een opgetrokken poot. De tak van de familie Van Aylva die zich Meckema van Aylva noemde, combineerde de wapens van beide geslachten. Hans Willem van Aylva nam naast het wapen Van Meckema ook het wapen van de familie Houwerda op in zijn eigen wapen.

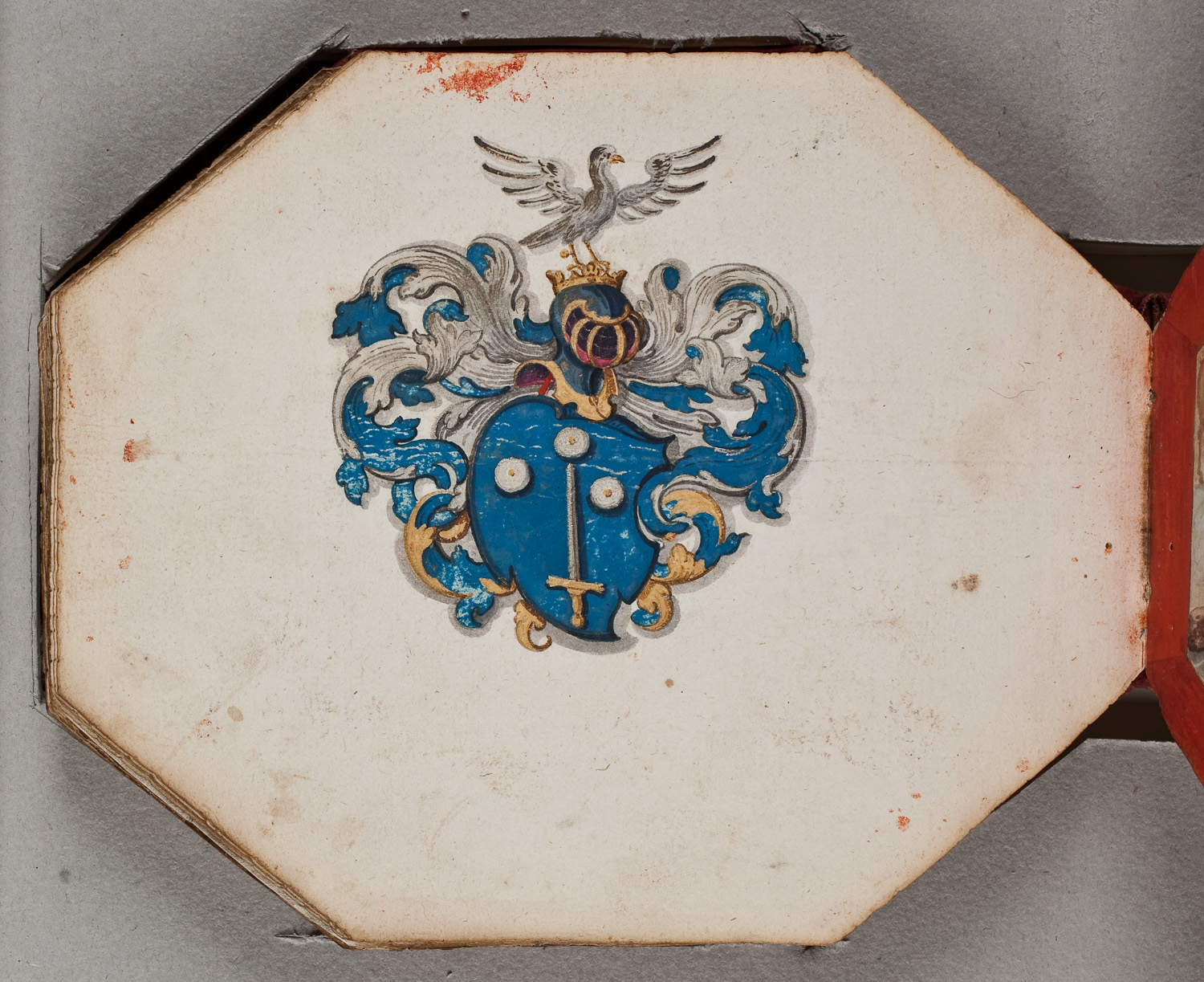
Het wapen Van Meckema in het album amicorum van Homme van Harinxma thoe Slooten (1607-1663).
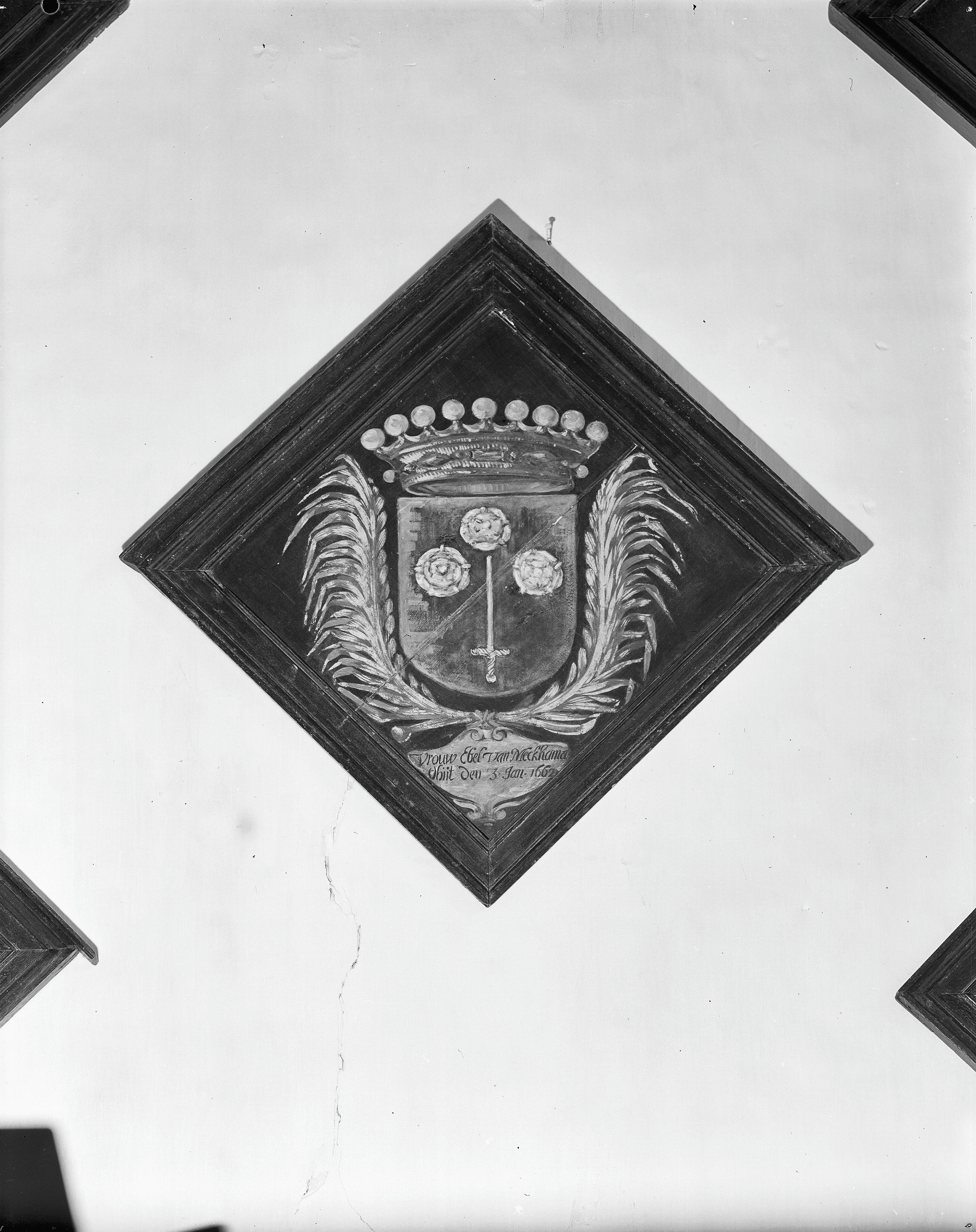
Het wapen Van Meckema op het rouwbord voor Ebel van Meckema (1588-1662) in de kerk van Ee.
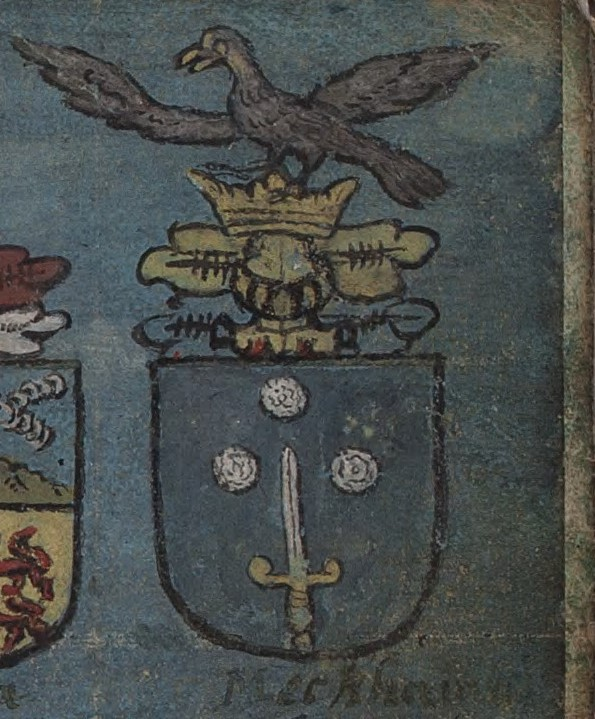
Het wapen Van Meckema in het 17e-eeuwse wapenboek van de familie Van Rhemen.
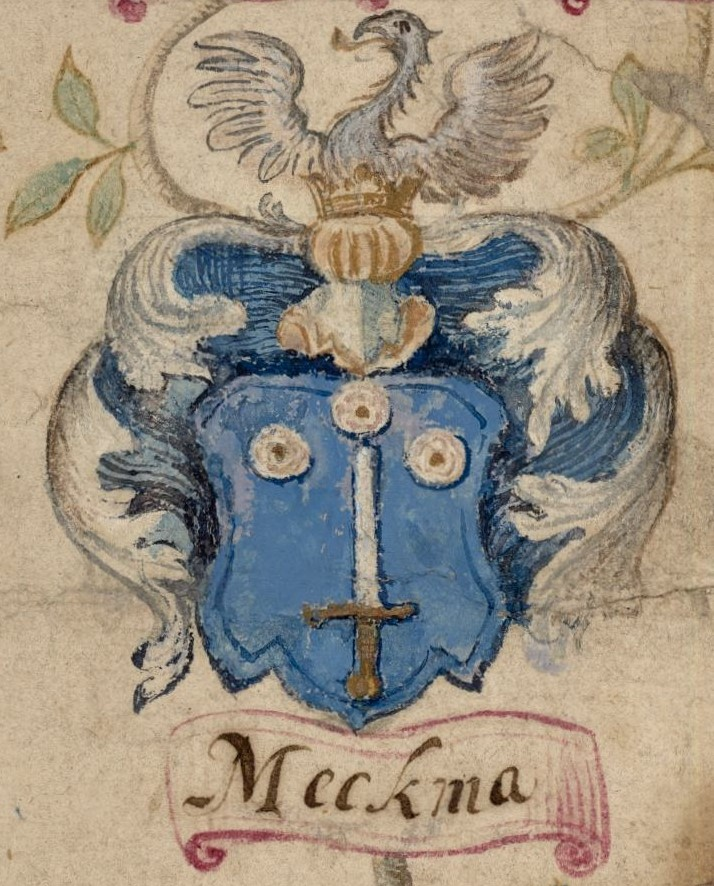
Het wapen van Meckema in de kwartierstaat van Hans Willem van Aylva.
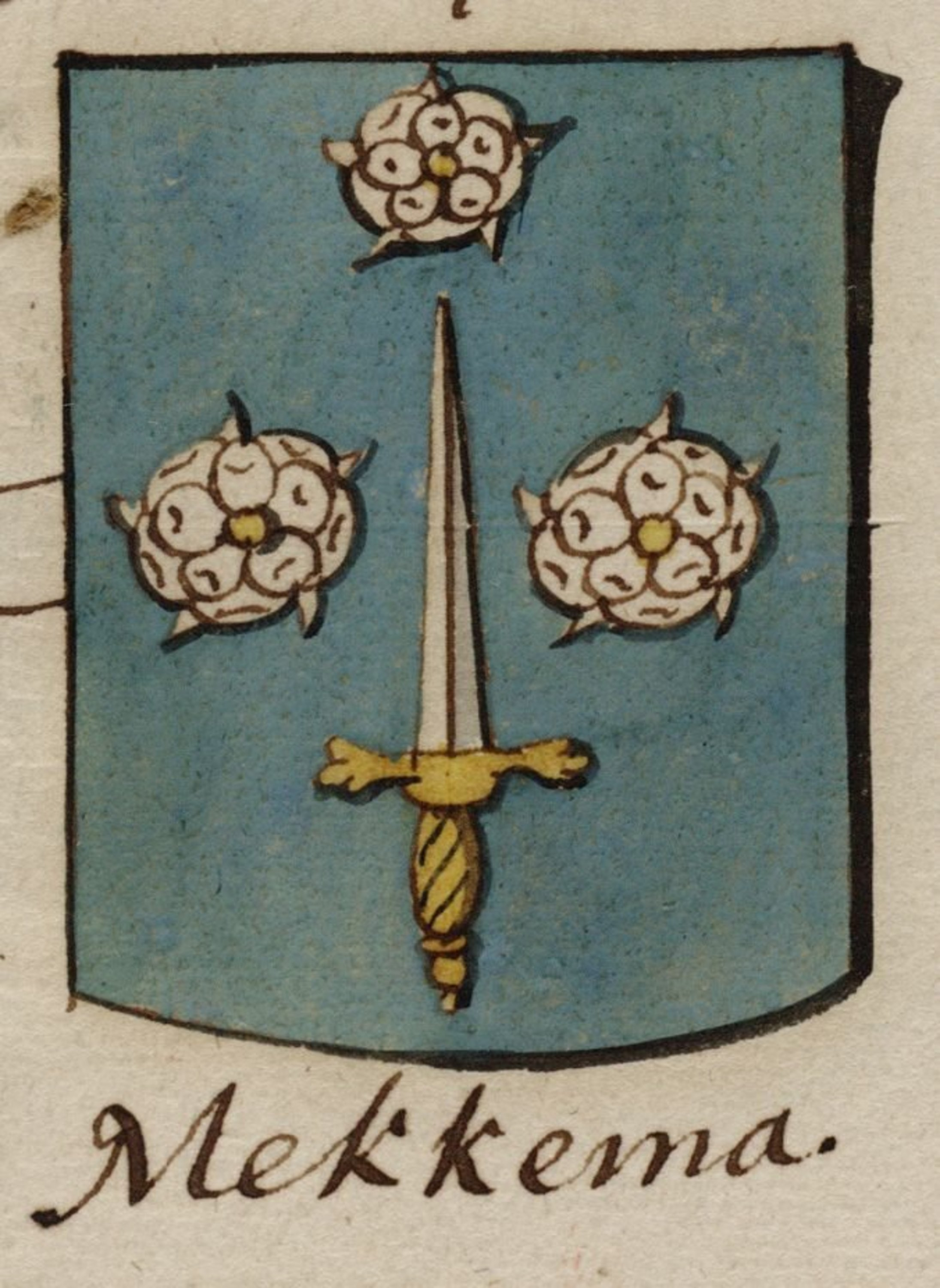
Wapen Van Meckema in het Wapen- en Vlaggenboek van Gerrit Hesman (1708).

## Enkele telgen
Wytze van Meckema, komt samen met zijn zoon Taecke voor in een charter uit 1470.
- - Taecke van Meckema (†1480), werd in 1470 genoemd.
    - Tjemck van Meckema, trouwde met Gabbe van Holdinga, grietman van Oostdongeradeel en stamvader van het geslacht Holdinga uit Anjum.
    - Tjaert van Meckema, sloot in 1444 vrede met de stad Groningen.
    - Broer van Meckema,  maakte in 1441 een afspraken over de verdeling van nieuw aangewassen gronden met de abt van Gerkesklooster. In 1464 kwam hij met zijn zwager Pybe van Eernsma en de abt van Gerkesklooster overeen om de landerijen die hen toekwamen desnoods met geweld te verdedigen. In 1473 was hij een bondgenoot van Bennert Doenya van Engwierum tegen de landgemeente van Oostergo. In 1474 nam hij het verdrag aan van Groningen met Oostbroeksterland.
    - Wyts van Meckema (†1475), trouwde met Pybe van Eernsma, afkomstig uit Groningen. Pybe liet zich ook Van Meckema noemen en ook hun kinderen zouden de naam Van Meckema krijgen.
      - Sippe van Meckema (†1519), trouwde met Fedt van Ropta. Noemde zich naar zijn bezit in Metslawier ook wel "Wybalda". Hij was grietman van Kollumerland en overleed in Brussel. Hij werd begraven in de Kathedraal van Sint-Michiel en Sint-Goedele.
      - Tieth van Meckema (Eernsma) (†1533), trouwde met Feye van Riemersma afkomstig van de Mellema State te Oostrum. Ook Feye nam de naam Van Meckema aan.
        - Pybe van Meckema (ca. 1495-1549), trouwde met Sjouck Tjaerda van Starkenborgh. 
          - Sippe (Scipio) van Meckema (ca. 1530-1599), trouwde met Emerentiana van Grombach, dochter van Frits van Grombach, grietman van Barradeel, en een kleindochter van Hessel van Martena. Hij ondertekende het Eedverbond der Edelen. Keerde na verbannen te zijn geweest in 1572 terug naar Kollum. In 1587 werd Sippe grietman van Kollumerland en Nieuwkruisland.
            - Sjouck van Meckema (†1616), was getrouwd met Ocatius van Horion, afkomstig uit de omgeving van Luik. Van Horion was een Spaansgezind edelman en stond zijn schoonvader naar het leven.[17] Sjouck is mogelijk begraven in de Martinikerk te Groningen.[18]
            - Hessel van Meckema (†1586), trouwde met His van Feytsma. Hij was kapitein in het Staatse leger en sneuvelde in de Slag bij Boksum. 
              - Luts van Meckema (1584-1630), trouwde met Douwe van Aylva, grietman van Westdongeradeel. Hun kinderen zouden zich Meckema van Aylva noemen. Luts en Douwe woonden op de Hania State te Holwerd.
              - Hessel van Meckema (1586-1612), trouwde met Lysck van Eysinga.

          - Feye van Meckema (†1577), trouwde met Ebel van Unia. Later hertrouwde hij met Frau van Heemstra.
            - Pybe van Meckema (†1606), zoon van Feye en zijn eerste vrouw Ebel van Unia. Hij trouwde met Jetscke van Houwerda uit Appingedam.
              - Ebel van Meckema (1588-1662), dochter van Feye en zijn eerste vrouw Ebel van Unia. Zij trouwde met Frans van Humalda.
              - Snelger van Meckema (ca. 1588-1625), zoon van Feye en zijn eerste vrouw Ebel van Unia.
              - Susanna van Meckema, dochter van Feye en zijn eerste vrouw Ebel van Unia. Zij was getrouwd met Volckmar van Diepholt, afkomstig uit Emden. Van Susanna en haar dochter, Adelgunde van Diepholt, zijn portretten bewaard gebleven.
              - Menne Houwerda van Meckema (1594-1663), trouwde in 1620 met Luts van Feytsma, dochter van Bocke van Feytsma, grietman van Kollumerland en Nieuwkruisland na Sippe (Scipio) van Meckema. Hij hertrouwde na haar overlijden in 1631 met Catharina van Herema, dochter van Tjerk van Herema, grietman van Menaldumadeel. Hij hertrouwde voor een tweede maal in 1644 met Hylck van Eysinga, dochter van Pieter van Eysinga, grietman van Rauwerderhem. Menne was schepper van Appingedam-Zuidzijde.
                - Philippus Houwerda van Meckema (1620-1668), dochter van Menne en zijn eerste vrouw Luts van Feytsma. Student te Groningen. Laatste mannelijke telg van het geslacht Van Meckema.
                - Jets Lucia Houwerda van Meckema (†1669), dochter van Menne en zijn tweede vrouw Catharina van Herema. Zij trouwde in 1661 met Bocke van Burmania. Zij erfde de borg Snelgersma waar haar man na haar overlijden in 1669 bleef bleef wonen tot de verkoop in 1680.

            - Juw (Julius) van Meckema (†1638), zoon van Feye en zijn eerste vrouw Ebel van Unia. Juw trouwde in 1588 met Auck van Tjessens (†1602). Hij hertrouwde in 1605 met Lucia van Dekema (†1652). Juw was onder meer actief als vervener in de buurt van Rottevalle en Harkema.[19]
              - Luts van Meckema (†1670), dochter van Juw en zijn tweede vrouw Lucia van Dekema. Luts trouwde met Douwe Meckema van Aylva. Met haar overlijden in 1670 stierf de naam Van Meckema uit.
              - Geertruida van Meckema, dochter van Juw en zijn tweede vrouw Lucia van Dekema. Geertruida trouwde met Dominicus Justus van Botnia, grietman van Baarderadeel en laatste mannelijke telg van het geslacht Van Botnia.

            - Sjouck (Suzanna) van Meckema (†1587), dochter van Feye en zijn eerste vrouw Ebel van Unia. Sjouck trouwde met George Wolfgang thoe Schwartzenberg en Hohenlansberg, gezant van de Deense koning.

## Galerij

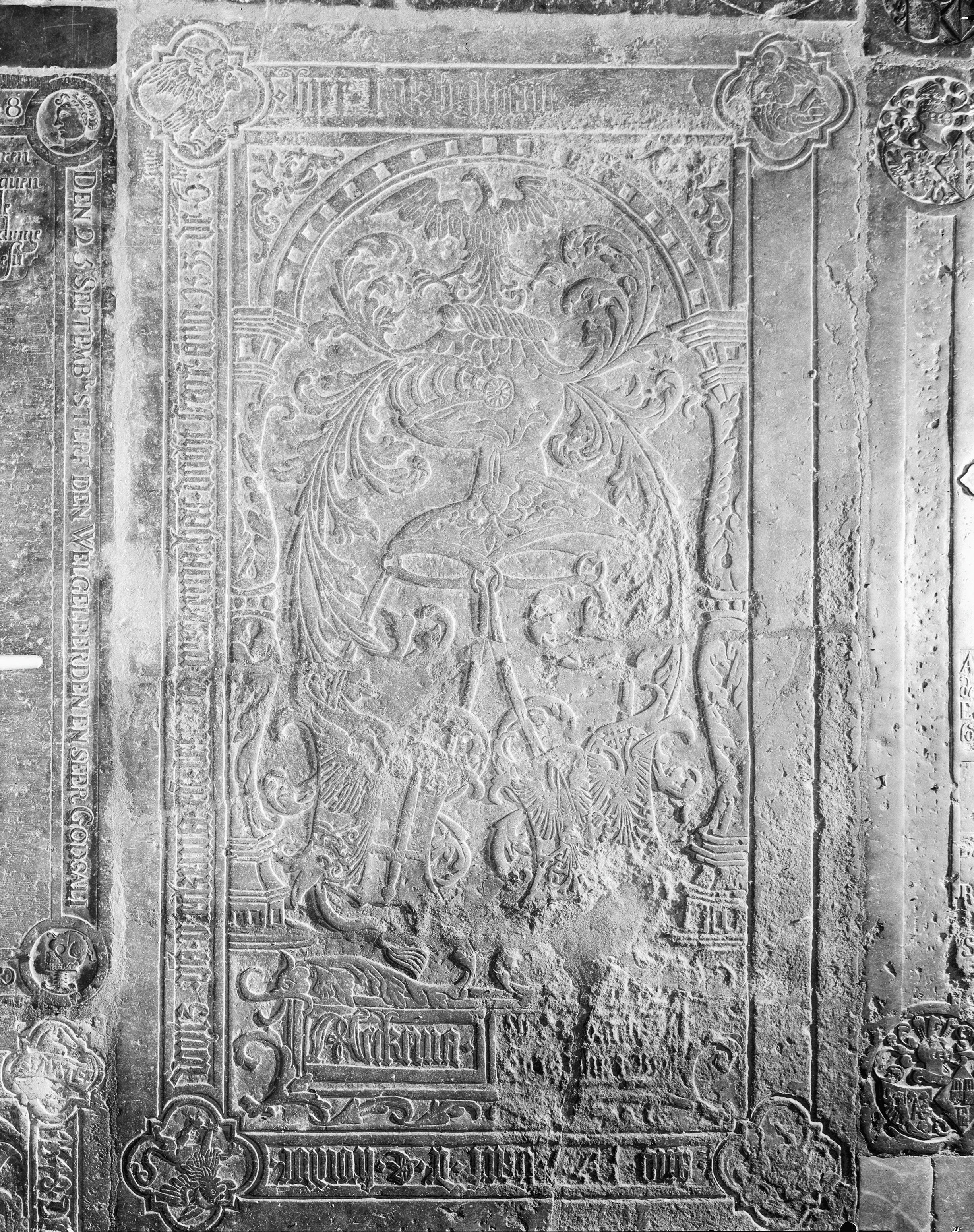
Grafsteen in de kerk van Kollum van Wyts van Meckema en haar dochter Tieth: "Ano 1475 starf d.e. frouwe Wijtz vā Meckema en̄ Tet vā Meckema haer docht starf anno 1533 dē 6e af junii hier leit begraven".
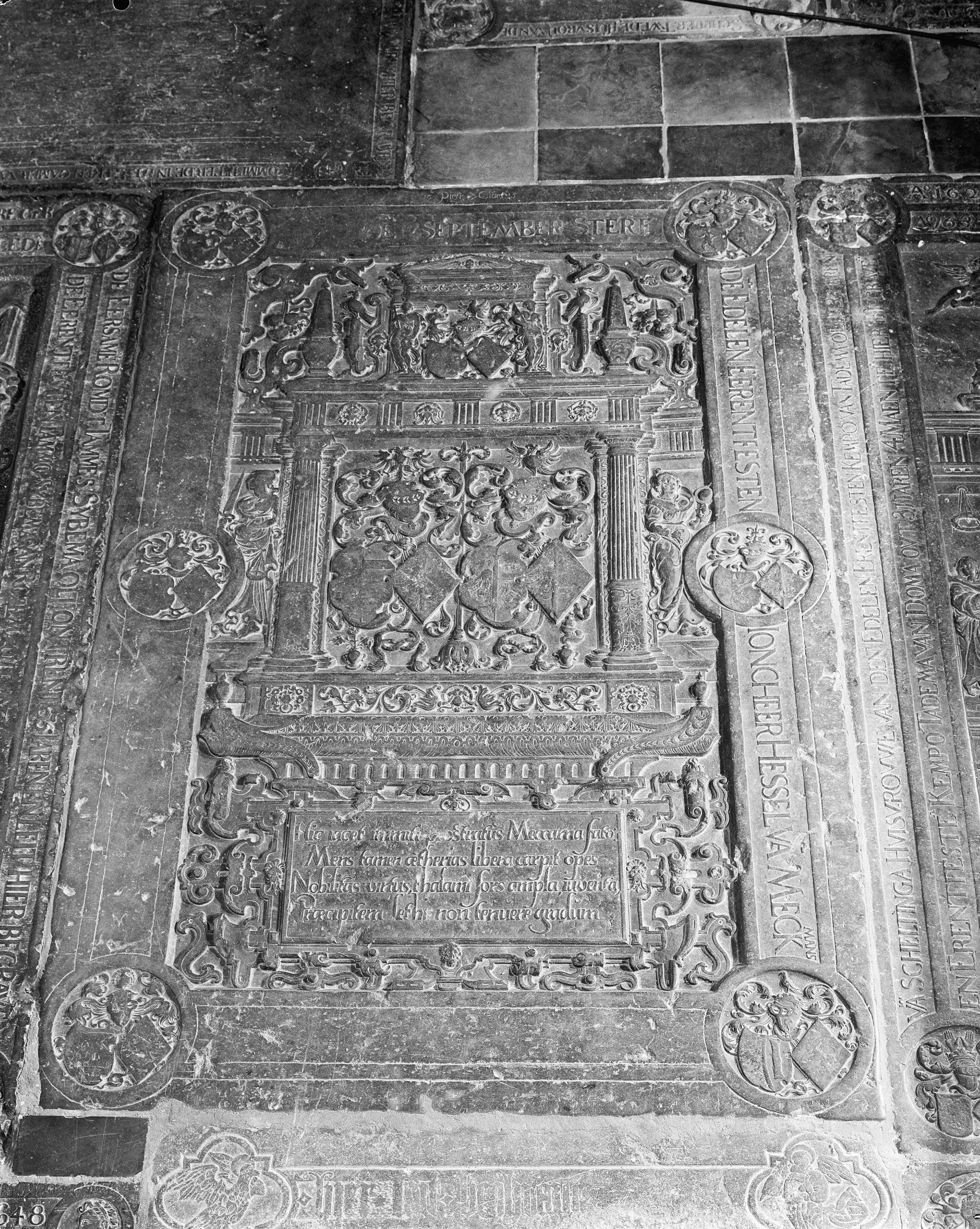
Grafsteen in de kerk van Kollum van Hessel van Meckema (1615).
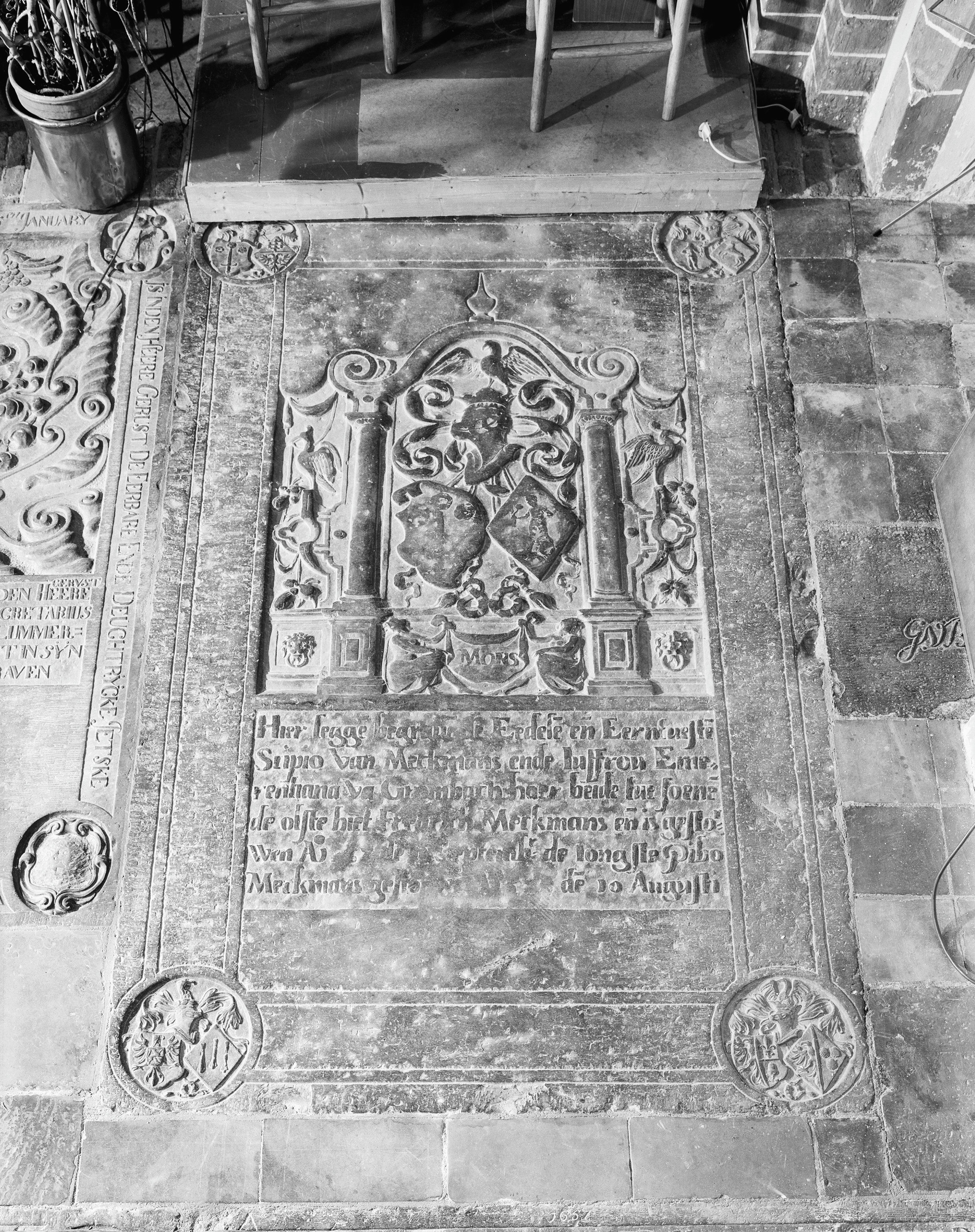
Grafsteen in de kerk van Kollum van Sippe (Scipio) van Meckema (1599).
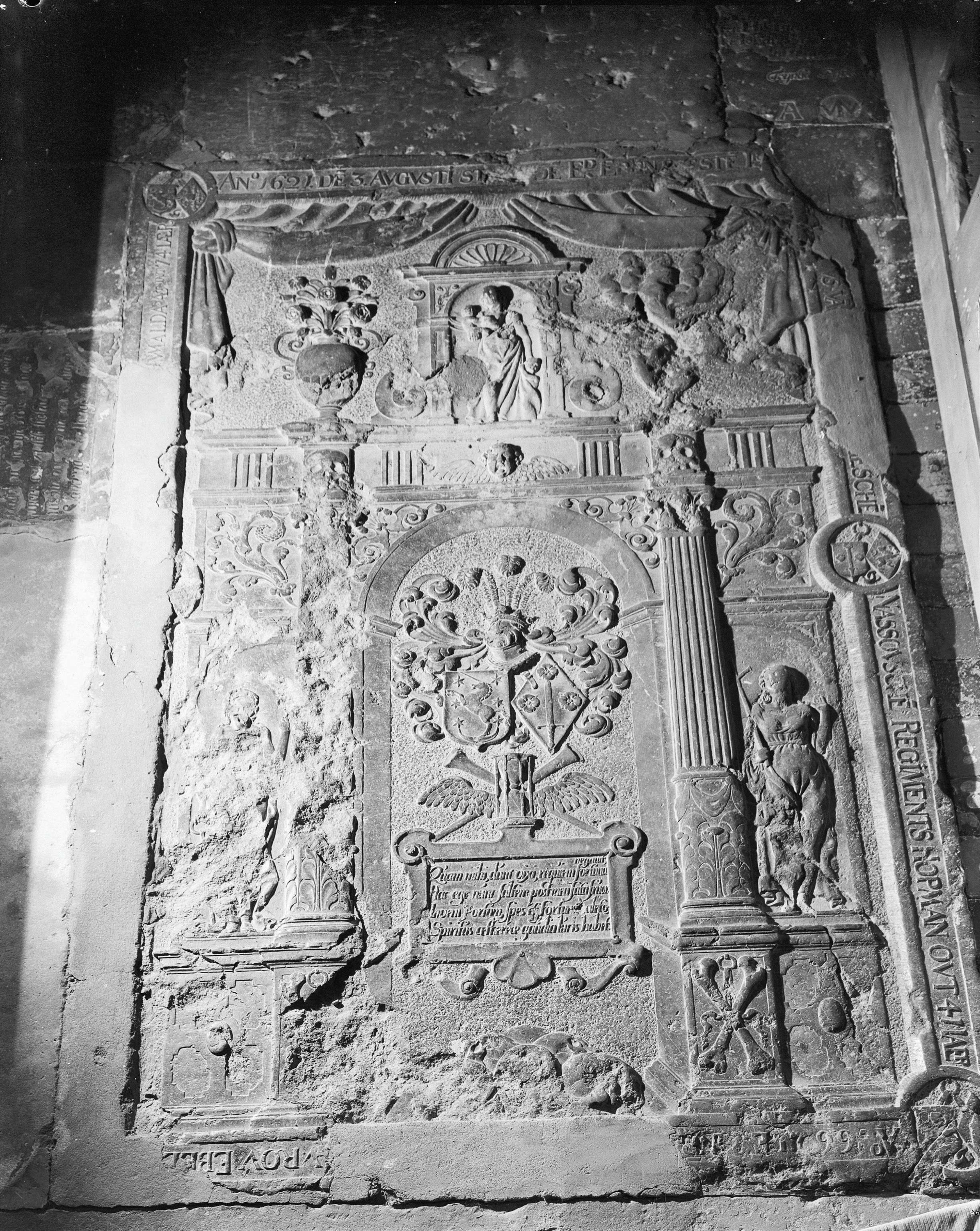
Grafsteen van Ebel van Meckema (1588-1662) in de kerk van Ee.
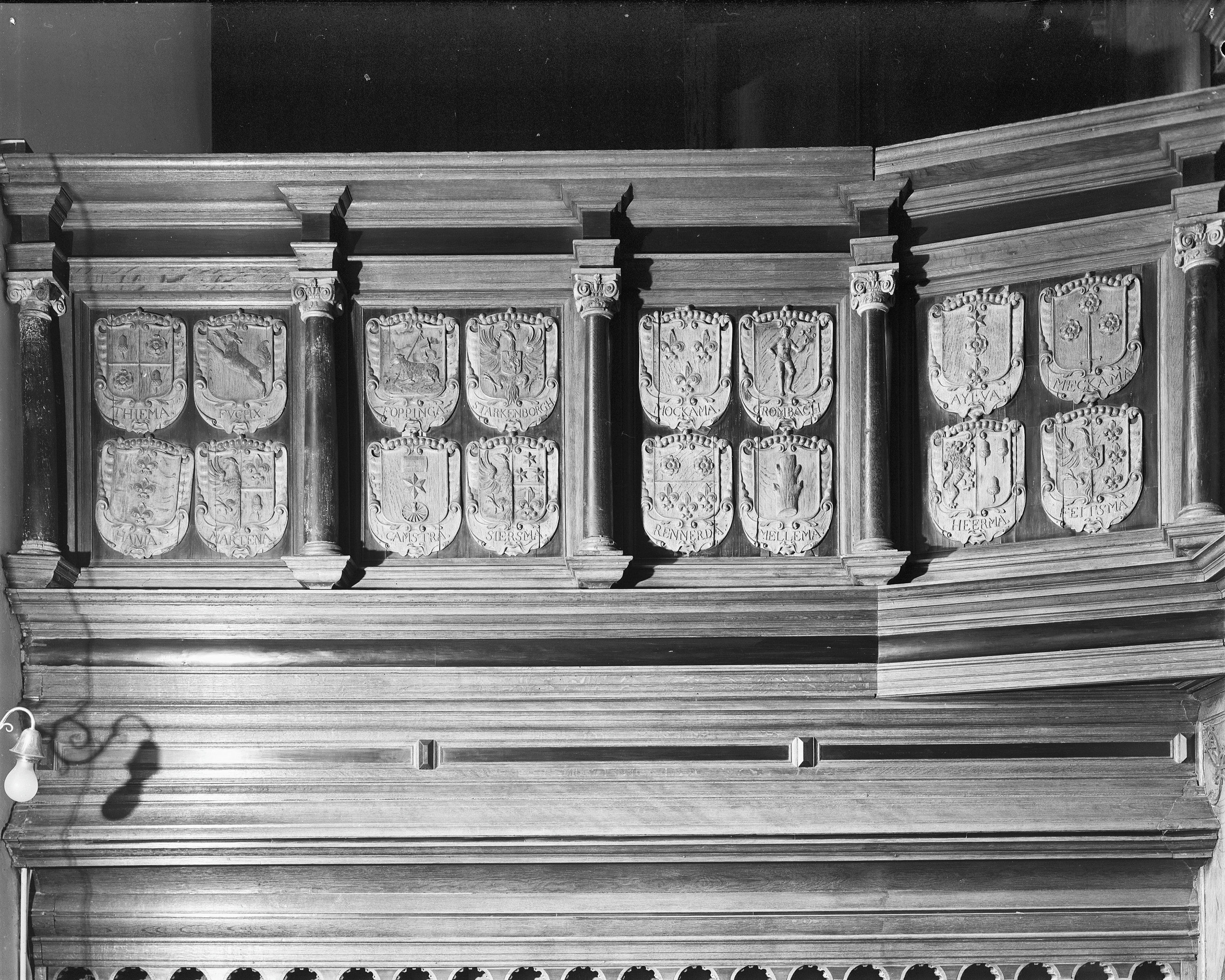
De kwartieren van Douwe Meckema van Aylva (1610-1665) op de orgelbalustrade van de Grote Kerk te Ternaard. Rechtsboven het wapen Van Meckema. Ook is het wapen Van Mellema te zien (onderste rij, derde van rechts).
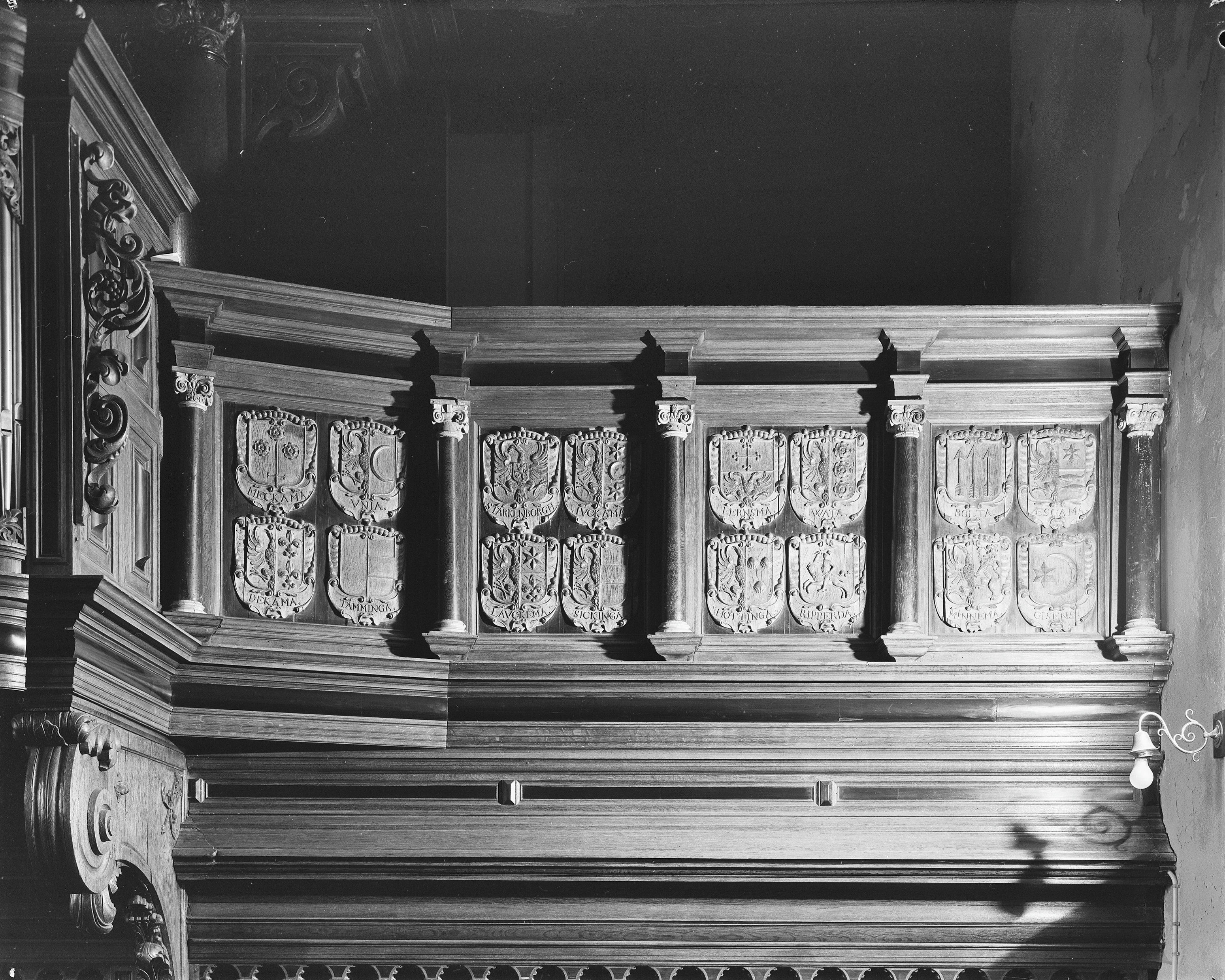
De kwartieren van Luts van Meckema (1670) op de orgelbalustrade van de Grote Kerk te Ternaard. Linksboven het wapen Van Meckema. Ook is het wapen Van Eernsma te zien (bovenste rij, vierde van rechts).
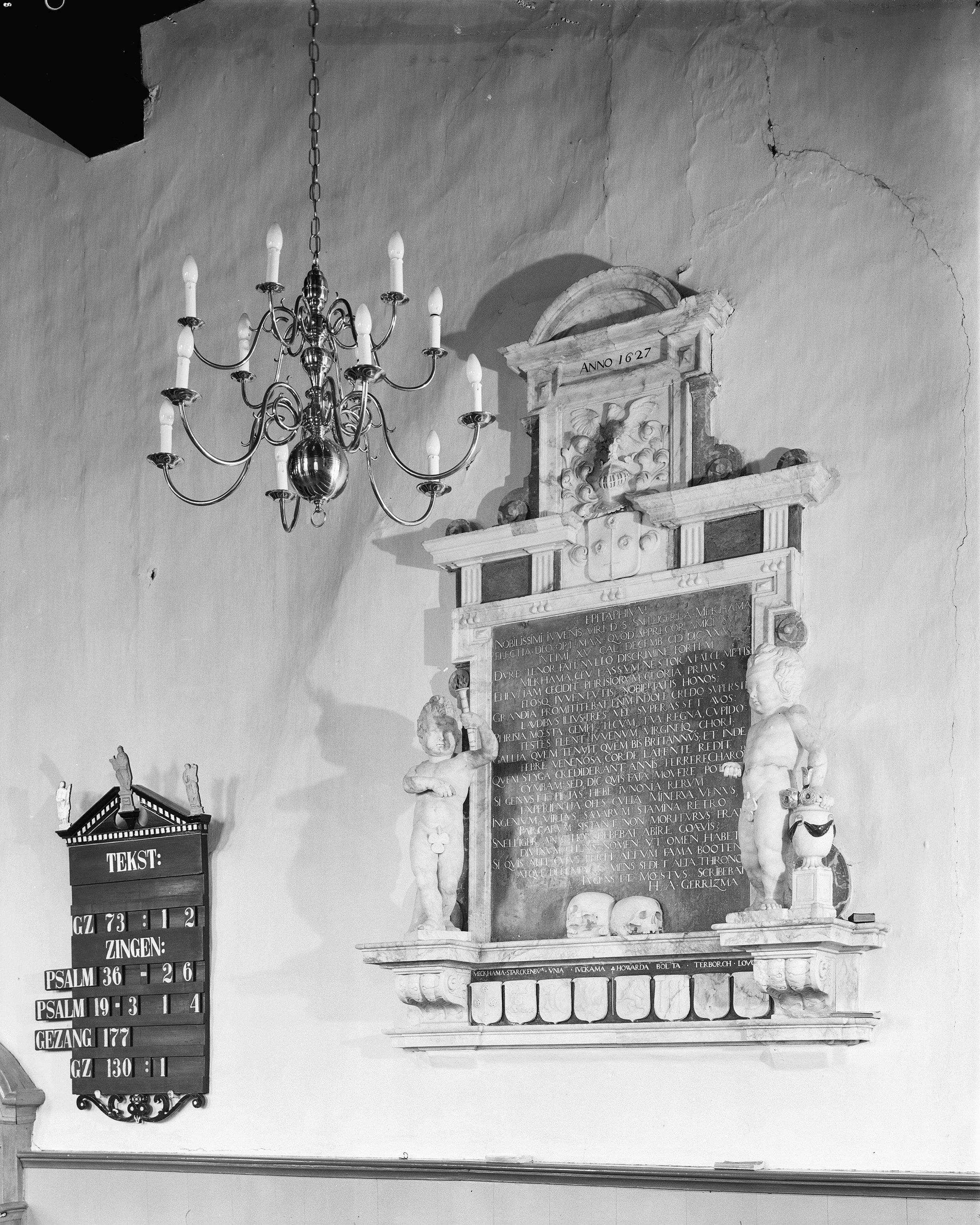
Epitaaf voor Snelger van Meckema (ca. 1588-1625) in de kerk van Ee.
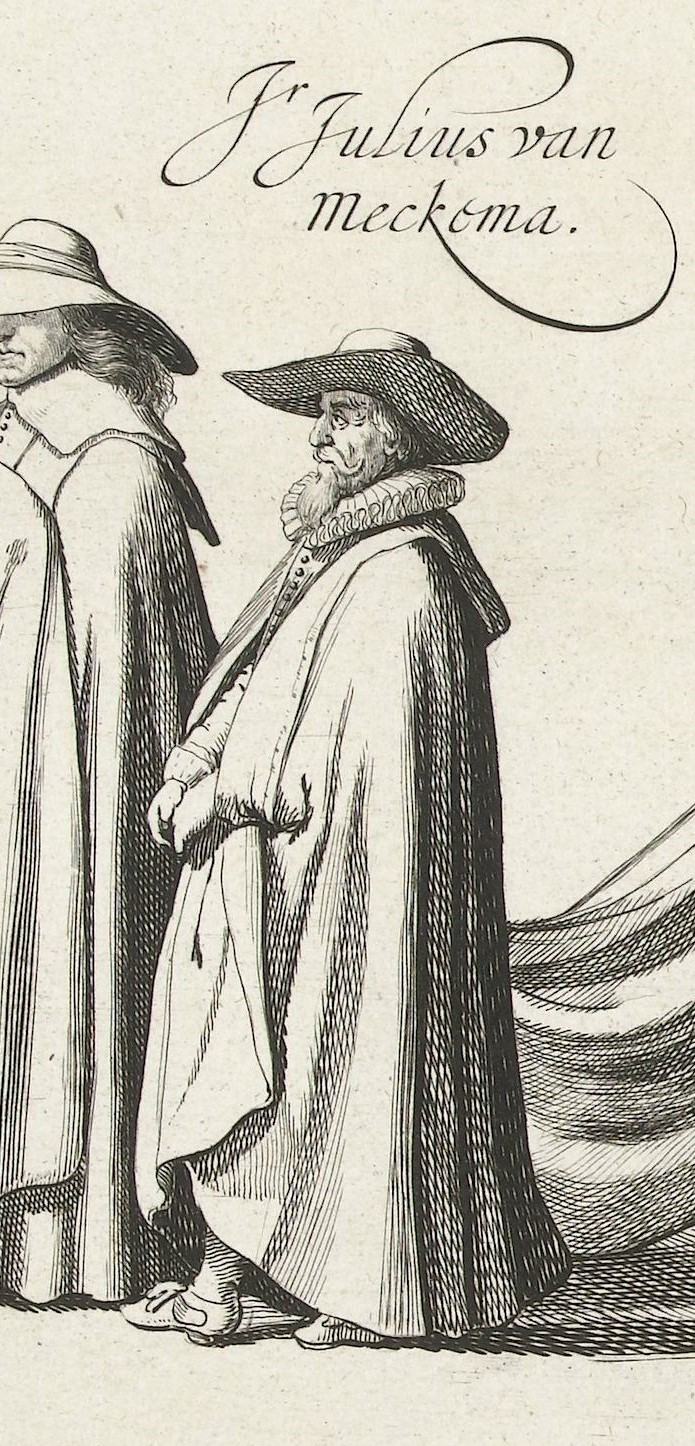
Julius van Meckema in de begrafenisstoet van Ernst Casimir van Nassau-Dietz in 1632.
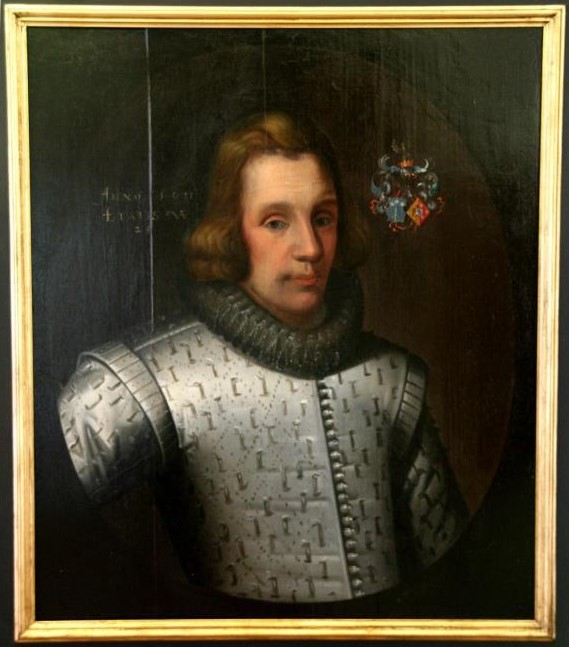
Portret van Hessel van Meckema uit 1611.
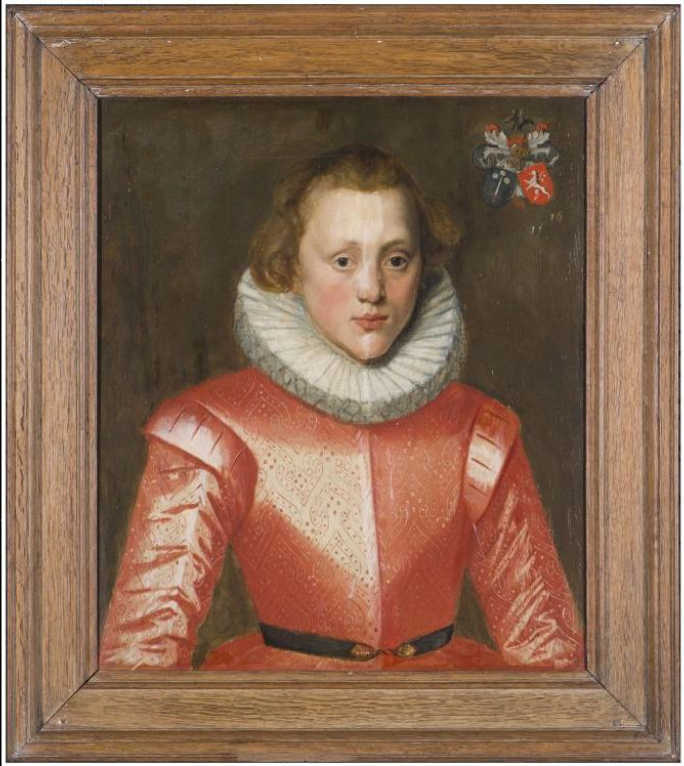
Portret van een jongeman uit geslacht Van Meckema, het betreft Snelger van Meckema of Menne Houwerda van Meckema.
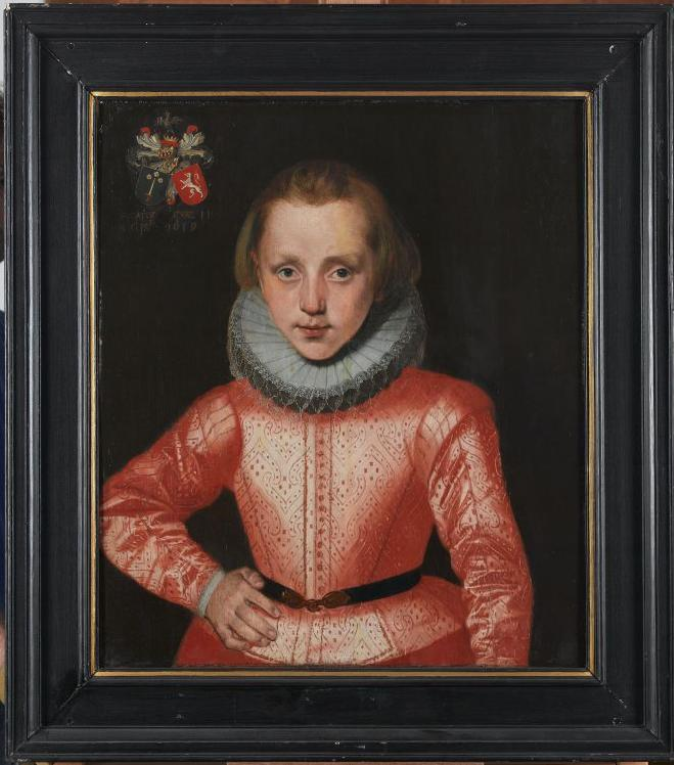
Portret van een jongeman uit geslacht Van Meckema, het betreft waarschijnlijk Menne Houwerda van Meckema.
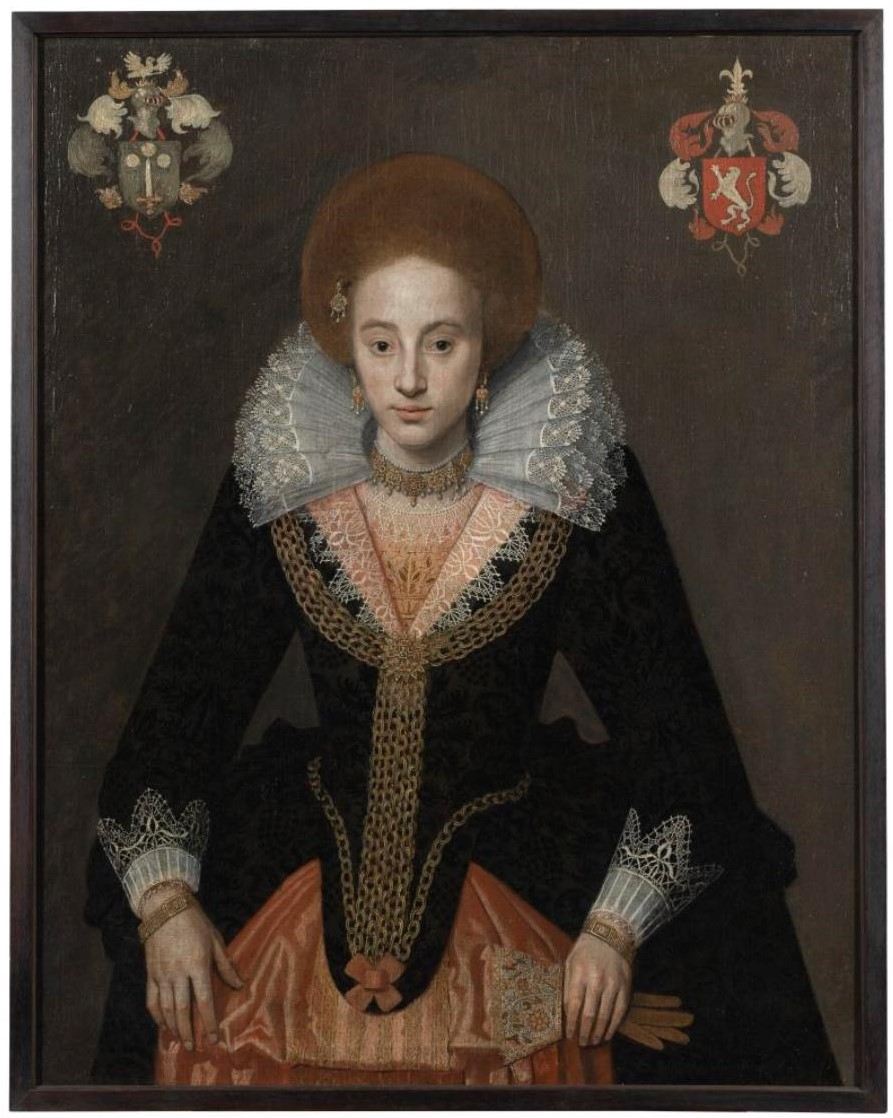
Portret van Susanna van Meckema uit het begin van de 17e eeuw.

## Vernoeming
Ter plaatse van de state Nieuw Meckema in Kollum verrees in 1971 het bejaardentehuis "Nij Meckama", na een fusie in de jaren 90 omgedoopt tot "Meckama State". Daarnaast zijn in Kollum onder meer de straten "Meckama" en "Meckamastraat" en de brug "Meckamabrêge" naar deze familie genoemd. Ook kent het dorp Kruisweg een "Van Meckemastraat".

## Trivia
- Toevalligerwijs kent het wapen van Kollum ook een zwaard dat ongeveer dezelfde positie op het wapen inneemt als op het wapen van de familie Van Meckema. Dit zwaard is echter niet aan deze familie ontleend.[22]